# Денисенко, Александра Дмитриевна
Александра Димитриевна Денисенко (род. 3 мая 2001) — российская пловчиха, призёр чемпионата России, мастер спорта.

## Биография
Александра Денисенко родилась 3 мая 2001 года. На внутрироссийских соревнованиях представляет Санкт-Петербург, где и проживает.
Личный тренер - отец Димитрий Валентинович Денисенко.
В 2015 году на первенстве России среди юношей и девушек в Волгограде установила рекорд турнира на 400-метровой дистанции комплексным плаванием, а затем установила такой же рекорд на дистанции вдвое короче.
В 2017 году на чемпионате России заняла третье место на дистанции 200 метров комплексным плаванием, показав результат 2.20,03. Денисенко также участвовала на дистанции вдвое длиннее, и хотя улучшила свой результат, показав время 4.56,09, заняла только 11-е место.
Спустя год, на чемпионате России 2018 года, участвовала также в комплексных дисциплинах, заняв третье место в 400-метровом финале и четвёртое в 200-метровом. Помимо комплексного плавания приняла участие на дистанции 100 метров брассом, где с результатом 1.11,96 заняла 16-е место. На первенстве Европы в Хельсинки Александра Денисенко заняла седьмое место на дистанции 200 метров комплексом (2.17,75).
В конце 2018 года участвовала в чемпионате России на короткой воде, заняв третье место на дистанции 100 метров брассом. Время (1.06,01) является достаточным для присвоения статуса мастера спорта России международного класса. Она также стала серебряным призёром чемпионата России на дистанции 400 метров комплексом, показав время 4.36,78. На дистанции вдвое короче стала шестой.